# Anki (mjukvara)

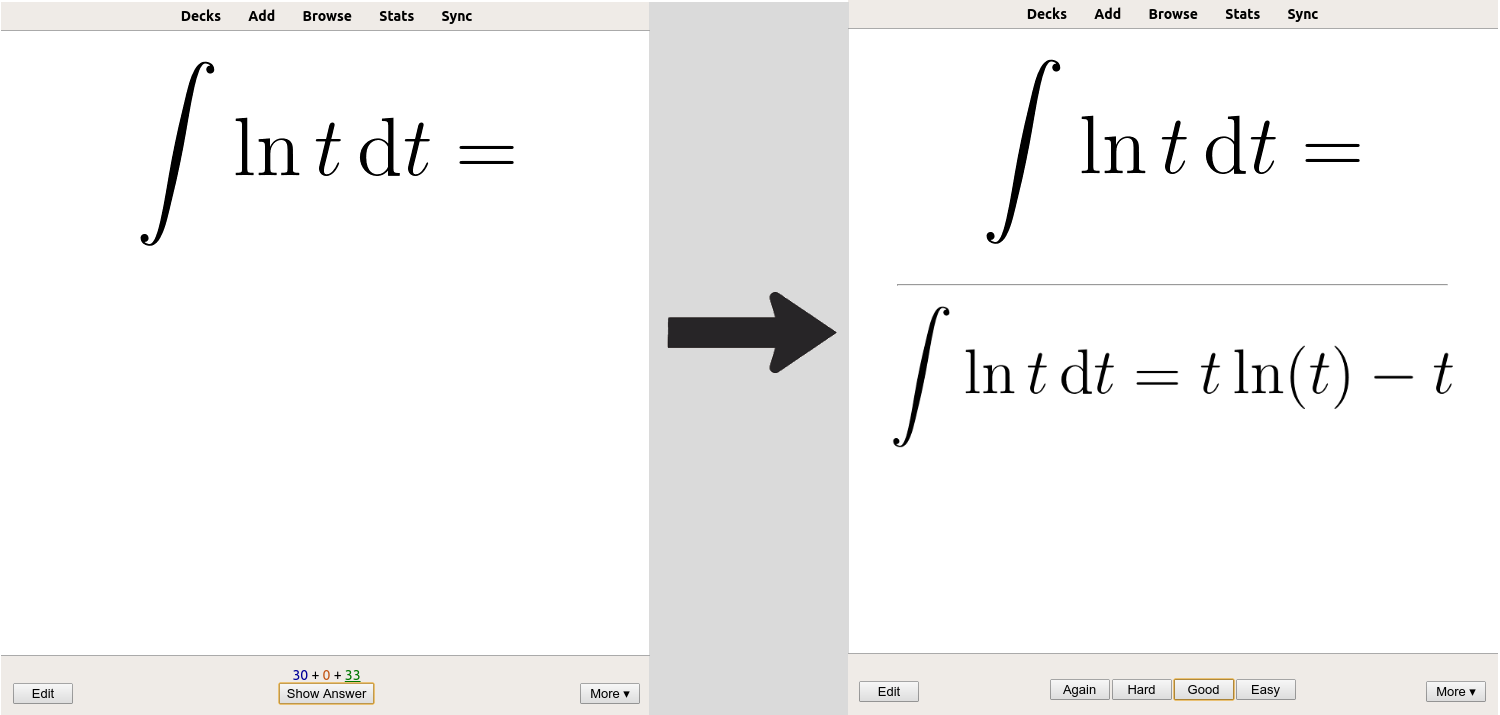
En bild som visar ett kort i Anki. Den övre halvan är framsidan av kortet, och den nedre halvan är baksidan.

Anki är ett fritt, gratis och öppet memoreringskortsprogram. "Anki" (暗記 ) är det japanska ordet för "memorering". SM2-algoritmen, skapad för SuperMemo i slutet av 1980-talet, utgör grunden för de repetitionsmetoder som används av programmet. I Anki har algoritmen modifierats så att man kan prioritera vissa kort samt öva kort som är brådskande först. Korten presenteras med hjälp av HTML och kan innehålla text, bilder, ljud, videor,  och LaTeX-ekvationer. Kortlekarna, tillsammans med användarens statistik, lagras i det öppna SQLite-formatet. Anki använder sig av synkronisering med en gratis (men proprietär) webbplats som heter AnkiWeb. Detta gör det möjligt för användare att ha synkroniserade kortlekar på flera olika datorer samt gör det möjligt att studera genom hemsidan eller på en mobiltelefon. 

## Historia
Det äldsta omnämnandet av Anki som utvecklaren Damien Elmes kunde hitta år 2011 var daterad den 5 oktober 2006, vilket därmed blev Ankis födelsedatum.
2010 satte Roger Craig rekordet av antalet vinster på en dag på lekprogrammet Jeopardy! eftersom han hade använt Anki för att memorera stora mängder fakta.